# Benno Ammann
Benno Ammann (* 14. Juni 1904 in Gersau; † 14. März 1986 in Rom) war ein Schweizer Dirigent und Komponist.

## Leben
Den ersten Musikunterricht erhielt Benno Ammann bei seinem Vater. Nach dem Besuch des Gymnasiums der Stiftsschule Einsiedeln studierte er von 1925 bis 1930 am Landeskonservatorium in Leipzig (Komposition: Sigfrid Karg-Elert, Hermann Grabner und Fritz Reuter; Dirigieren: Max Hochkofler).
Nach Abschluss der Studien hatte er von 1930 bis 1936 die Stelle eines Musikdirektors am Kollegium St. Fidelis in Stans inne. 1934 und 1935 brachten ihn Studienreisen u. a. nach Paris, wo er bei Arthur Honegger, Darius Milhaud und Albert Roussel weitere kompositorische Kenntnisse erwerben konnte.
Nach dem Besuch eines Meisterkurses bei Felix Weingartner in Basel siedelte Benno Ammann 1936 ganz in die Rheinstadt über. Bis 1939 wirkte er hier als Korrepetitor und Chorleiter am Stadttheater. Dann wechselte er als Solo-Repetitor an die Oper in Rom unter Tullio Serafin, kehrte aber nach Kriegseintritt Italiens 1941 wieder nach Basel zurück. Nach längerer Aktivdienstzeit in der Schweizer Armee während des Zweiten Weltkriegs dirigierte er mehrere Symphonie- und Radiokonzerte in Paris, Rom, Genf, Basel sowie in anderen Städten und war auch Leiter verschiedener Chöre in der Region von Basel. Herausragend war seine Tätigkeit als Chorleiter in Aesch (BL), wo er mehrere Werke für den dortigen Kirchenchor komponierte.
Ab 1951 besuchte er während über 20 Jahren jeden Sommer die zweiwöchigen internationalen Ferienkurse für Neue Musik in Darmstadt, die sich damals zu einem der wichtigsten Foren zeitgenössischer Musik entwickelt hatten und bedeutende Musiker anzogen (Pierre Boulez, Olivier Messiaen, Luigi Nono und Karlheinz Stockhausen). Bereits in den 50er-Jahren gehörte das seinerzeit experimentellste Gebiet der musikalischen Avantgarde, die elektronische Musik, zu den ständigen Darmstädter Themen. Benno Ammann belegte regelmässig auch die dort angebotenen Kurse mit praktischem Unterricht in den Kompositions- und Realisationsmethoden der elektronischen Musik (Herbert Eimert und Werner Meyer-Eppler), die dann später ins Siemens-Haus in München verlegt wurden.
Seine letzten Lebensjahrzehnte verbrachte Benno Ammann als freischaffender Komponist in Basel, von wo er zu häufigen Auslandsaufenthalten aufbrach, um in den verschiedensten Studios für elektronische Musik künstlich Ton-, Klang- und Geräuschstrukturen zu erzeugen. So arbeitete er zeitweise von 1969 bis 1971 am Studio R7 in Rom mit Franco Evangelisti, 1971 und ab 1973 am Institut für Sonologie der Universität Utrecht (Niederlande), hierauf am Instituut voor Psychoacustica en Elektronische Muziek (IPEM) der Universität Gent (Belgien), am Experimentalstudio des polnischen Radios in Warschau und 1977 sowie 1978 im Electronic Music Center der Columbia-Princeton University of New York.
Benno Ammann starb 1986 während eines Arbeitsaufenthaltes in Rom.

## Werk
Das Œuvre Benno Ammanns umfasst über 500 Titel, in welchem sich die ganze Vielseitigkeit der Musik des 20. Jahrhunderts widerspiegelt – vom Repertoire des Gregorianischen Gesangs über die Neue Musik zur elektronischen Musik. Einen Einblick in das umfangreiche Schaffen gibt der Katalog der Öffentlichen Bibliothek der Universität Basel, die im Besitze des künstlerischen Nachlasses von Benno Ammann ist (siehe Weblinks). Die Magnetbänder mit den elektronischen Werken werden als Depositum in der Schweizer Nationalphonothek Lugano aufbewahrt und sind in der dortigen Datenbank dokumentiert. Ihre Digitalisate sind frei zugänglich und können über jeden Internetanschluss in komprimierter Form online angehört werden.
In der Werkliste findet sich sowohl sakrale als auch weltliche Musik, Vokal- und Instrumentalmusik, Stücke für Solo oder Ensemble, Werke aus dem tonalen und atonalen Bereich.
Der Hauptakzent der ersten Schaffensperiode von Ammann lag auf dem Vokalen und dem Herausbilden eines linearen durchgeistigten Chorstiles. Nach längeren Experimenten mit der hexatonalen Ganzton-Leiter Debussys entstanden als Resultat dieser Versuche einige interessante Chöre, die sich wie Zwölfton-Komplexe anhören. Dazu zählen u. a. Vertonungen von Gedichten Meinrad Lienerts und Conrad Ferdinand Meyers.
So drang Ammann bald zur freien Tonalität und zur Dodekaphonik vor, ohne sich jedoch zu verbieten, im alten Stile zu schreiben. Nun entstanden auch Kammermusik- und Orchesterwerke, Ballett- sowie Bühnenmusik. Daneben tat er sich als Übersetzer von Opern Giuseppe Verdis, François-Adrien Boieldieus und Étienne-Nicolas Méhuls hervor.
Seit 1950 widmete sich Benno Ammann den Problemen der Neuen Musik, und er wandte sich fast ausschliesslich experimenteller und elektronischer Musik zu, wo er zu neuen und eigenen kompositorischen Gestaltungsprinzipien fand.
Viele Werke Ammanns zeichnen sich durch handwerkliche Vollkommenheit und grosse musikalische Kreativität, Schönheit und Reife sowie im Besonderen durch einen äusserst witzig-spielerischen Umgang mit dem Material aus – Ausdruck seiner professionellen Neugier und Entdeckerlust, die ihm bis ins hohe Alter erhalten blieb.

## Rezeption
Werke von Ammann wurden zu Lebzeiten relativ häufig aufgeführt und verlegt. Seit seinem Tod sind vor allem Chorwerke aus seiner mittleren Schaffensperiode wiederaufgeführt und teilweise als Tonträger veröffentlicht worden. Viel Beachtung erhielten etwa 2021 die Ersteinspielung der Missa Defensor Pacis durch die Basler Madrigalisten und 2024 die Aufführung der Missa Christus Dominus am Sacco di Roma im Petersdom zu Rom durch den Cäcilienchor Aesch, der 1953 dieselbe Messe in Aesch uraufgeführt hatte. Die Missa Christus Dominus wurde anschliessend zusammen mit den anderen in Aesch entstandenen Werken in einer mehrbändigen Ausgabe beim Pizzicato Verlag publiziert.

## Ausstellung
- Benno Ammann im Ortsmuseum des Alten Rathauses von Gersau: Die Dauerausstellung eröffnet Einblicke in das Leben und Schaffen des Komponisten. An einer Multimedia-Station werden Musikbeispiele aus allen Schaffensperioden präsentiert und kommentiert. Eingeschränkte Öffnungszeiten, Informationen.